# Palette du champ de bataille
La palette du champ de bataille est une palette à fard de l'Égypte antique, également connue sous les noms de « palette aux vautours », de « palette aux girafes » et de « palette au lion ». 
Cette palette à fard est peut-être le plus ancien artéfact connu où figure une scène de bataille parmi la douzaine de palettes cérémonielles et ornementales retrouvées en Égypte. Avec les autres palettes de cette série, y compris la fameuse palette de Narmer, ces objets comportent quelques-unes des premières représentations de figures et de glyphes et qui sont devenus par la suite des hiéroglyphes égyptiens. On distingue ainsi, sur la palette du champ de bataille, le glyphe iat (le porte enseigne) et la figuration d'un homme-prisonnier qui a donné naissance au concept des neuf arcs (la représentation des ennemis tribaux étrangers). Toutes ces palettes datent probablement de la période Nagada III (vers 3300-3100 av. J.-C.), à savoir vers la fin de la période prédynastique égyptienne aux alentours de 3150 av. J.-C.
Les deux plus grands fragments de la palette du champ de bataille sont détenus par le British Museum et l'Ashmolean Museum.

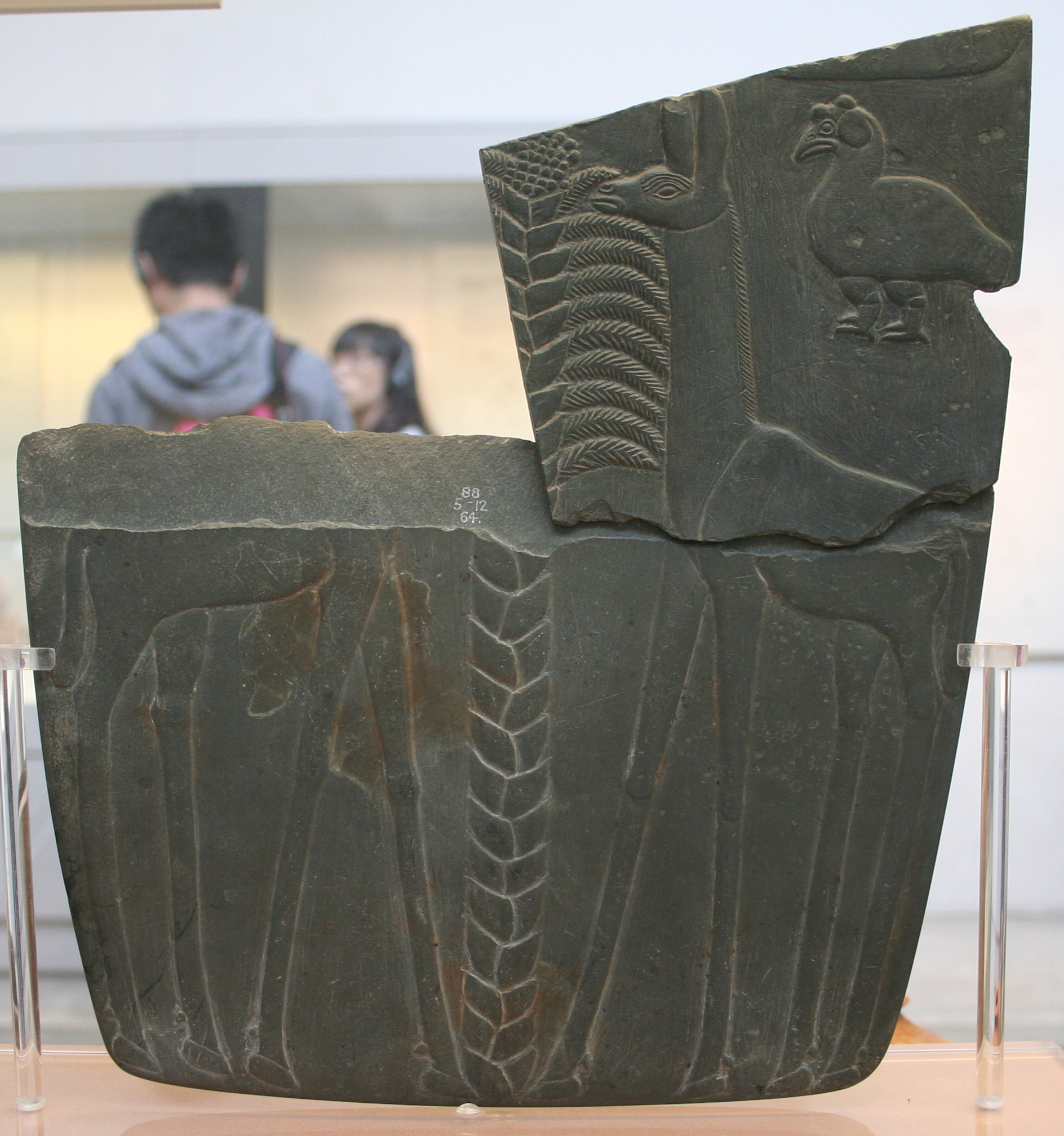

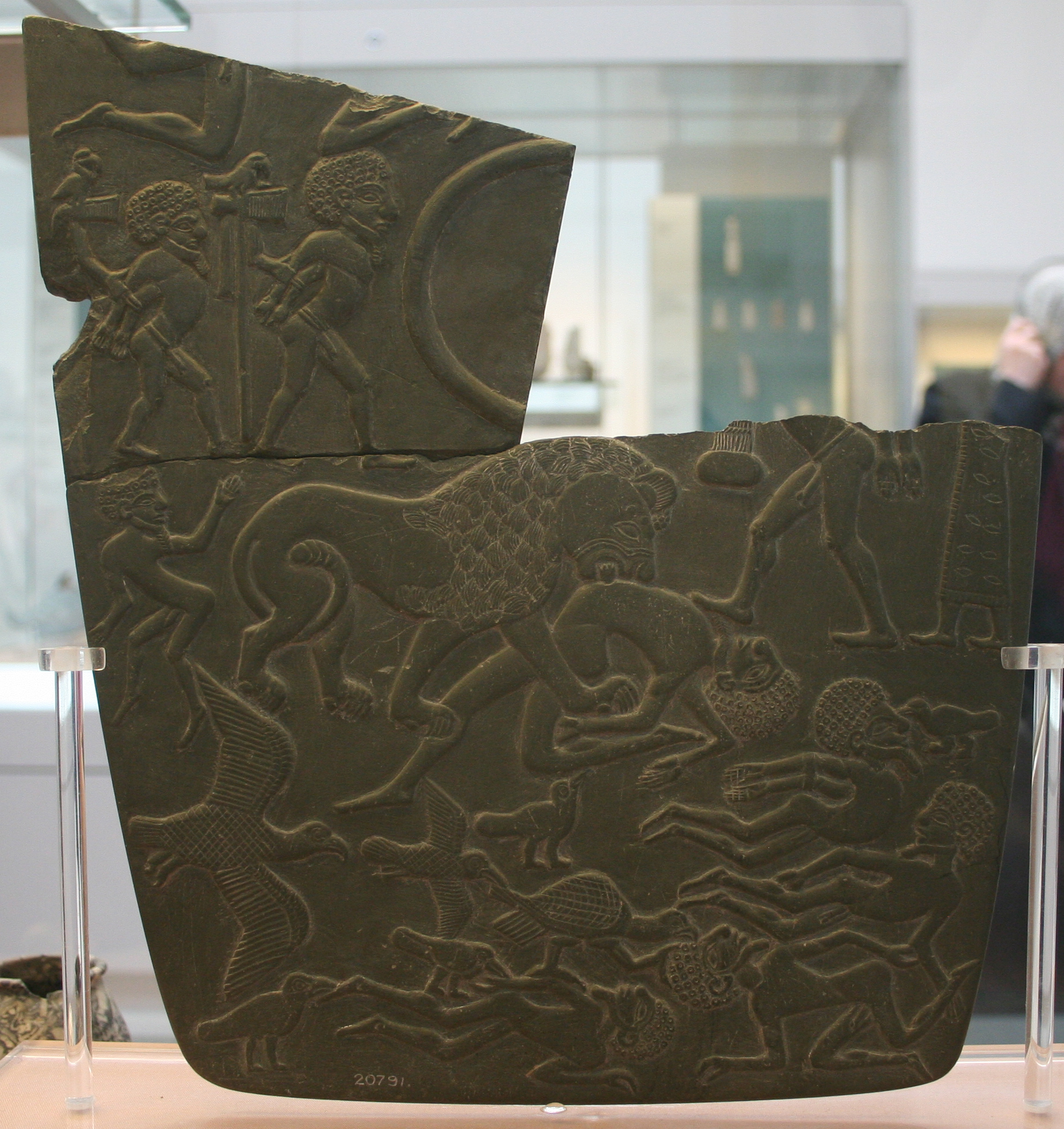